# Carlos Estrada (Komponist)
Carlos Estrada (* 15. September 1909 in Montevideo; † 7. Mai 1970 ebenda) war ein uruguayischer Komponist, Dirigent und Musikpädagoge.

## Leben und Wirken
Estrada studierte Solfège und Klavier bei Adelina Pérez Montero und Violine bei Carlos Correa Luna und war dann Kompositionsschüler von Manuel Fernández Espiro. Bei Padre Ochoa studierte er gregorianischen Gesang. Schließlich war er am Conservatoire de Paris Schüler von Noël Gallon (Kontrapunkt), Wolff Gaubert y Paray (Orchesterleitung) sowie Jean Roger-Ducasse und Henri Busser (Komposition).
1936 gründete Estrada das Orquesta de Cámara de Montevideo.  1948 wurde er Mitarbeiter des uruguayischen Rundfunks (SODRE), später musikalischer Leiter des Centro Cultural de Música und Dirigent des Rundfunkorchesters (OSSODRE), mit dem er Werke von Berlioz, Debussy und Ravel, von Mozart und Beethoven aufführte.
1959 gründete er das Orquesta Municipal, das sich vor allem der Aufführung barocker Komponisten widmete. Als Gastdirigent arbeitete Estrada u. a. mit dem Orchester des Teatro Municipal de Río de Janeiro, dem französischen Rundfunksinfonieorchester, dem Orchestre Colonne, dem Prager Rundfunksinfonieorchester und dem Moskauer Philharmonieorchester.
Estrada war Professor für Harmonielehre und Kontrapunkt an der Universität von Montevideo und Gründer des Conservatorio Nacional de Música, dessen Leitung er 1953 übernahm. Hier konnte er Lehrer wie Guillermo Kolischer und Hugo Balzo (Klavier) und Rodolfo Battesini (Kontrabass) gewinnen. Zu seinen Schülern zählten u. a. Pedro Ipuche, José Serebrier, Hugo López, Sergio Cervetti, Antonio Mastrogiovanni, Yolanda Rizzardini, Tulio Belardi und Beatriz Lockhart.
Erstada komponierte zwei Sinfonien, zwei Suiten, ein Oratorium, fünf Quartette sowie weiter Vokqal-, Instrumental- und kammermusikalische Werke.

## Werke
- Rocío, 1930
- Estudio para piano
- Preludio, minué y final, 1936
- Suite N° 1, 1937
- Les unes et les autres (Ouvertüre zur gleichnamigen Komödie von Paul Verlaine), 1937
- Daniel (Oratorium), 1938–42
- Suite Nª 2, 1942
- L’annonce faite a María, szenische Musik für Kinderstimme, Sopran, Kinderchor, Frauenchor, Männerchor und Orchester, 1943
- Concertino para piano y orquesta de cuerdas, 1944
- Scene Pastorale (Ballett), 1947
- Sinfonía N° l, 1951
- L’Illiade, Ballettmusik, 1957
- Cuarteto de cuerdas, UA 1957

| Personendaten    | Personendaten                                       |
| ---------------- | --------------------------------------------------- |
| NAME             | Estrada, Carlos                                     |
| KURZBESCHREIBUNG | uruguayischer Komponist, Dirigent und Musikpädagoge |
| GEBURTSDATUM     | 15. September 1909                                  |
| GEBURTSORT       | Montevideo                                          |
| STERBEDATUM      | 7. Mai 1970                                         |
| STERBEORT        | Montevideo                                          |